# Tavaresiella
Tavaresiella — рід грибів родини Laboulbeniaceae. Назва вперше опублікована 1980 року.

## Класифікація
Згідно з базою MycoBank до роду Tavaresiella відносять 4 офіційно визнані види:
- Tavaresiella hebri
- Tavaresiella majewskii
- Tavaresiella polhemi
- Tavaresiella santamariae